# Gang Starr
Gang Starr was een Amerikaans hiphopduo, dat bestond uit de rapper Guru en producer DJ Premier. Hun debuutalbum "No More Mr. Nice Guy" verscheen in 1989. De naam Guru staat voor Gifted Unlimited Rhymes Universal. De koele, rustige toon waarop Guru zijn rhymes brengt, zijn flow en de doordachte teksten waren in die tijd uniek en doen het nog steeds goed.
DJ Premier is, zoals zijn naam doet vermoeden, de DJ, waarmee hij de productie van de beats voor zijn rekening neemt. De combinatie van de jazzsamples en het monotone stemgeluid van The Guru zorgen voor een unieke sound. 
In de afgelopen jaren heeft de groep samengewerkt met artiesten als: Big L, Big Shug, Freddie Foxx, Inspectah Deck, MOP, Scarface, Kurupt, K-Ci & Jojo, Jadakiss en Hannibal. Ook hun solocarrières hebben hun vruchten afgeworpen, DJ Premier heeft voor hiphop-artiesten als The Notorious B.I.G., M.O.P., Jay-Z, Nas en Big L geproduceerd en Guru had een succesvolle solocarrière tot hij op 19 april 2010 overleed.

## Discografie
Albums
- 1989: No More Mr. Nice Guy
- 1990: Step in the Arena
- 1992: Daily Operation
- 1994: Hard to Earn
- 1998: Moment of Truth
- 1999: Full Clip: A Decade of Gang Starr
- 2003: The Ownerz
- 2006: Mass Appeal: Best of Gang Starr
- 2019: One Of The Best Yet